# Jan Hooks
Janet Vivian Hooks, detta Jan (Decatur, 23 aprile 1957 – Woodstock, 9 ottobre 2014), è stata un'attrice, comica e doppiatrice statunitense.

## Biografia
Janet Vivian Hooks è nata e cresciuta a Decatur, in Georgia. Nel 1974 si è trasferita in Florida, dove si è formata e ha debuttato a teatro.
La sua carriera inizia tuttavia come membro della compagnia comica di Los Angeles chiamata The Groundlings. Dal 1980 al 1981 è apparsa negli sketch televisivi della serie Tush. Nel periodo 1983-1984 è invece nel cast di Not Necessarily the News (HBO).
Nel 1985 fa il suo debutto cinematografico nella commedia Pee-wee's Big Adventure. Recita anche nel film Una bionda per i Wildcats (1986).
Nel 1986 entra nel cast del Saturday Night Live. Prende parte a 100 episodi fino al 1994. Nello show ha interpretato, tra l'altro, numerose politiche dell'epoca come Nancy Reagan, Hillary Clinton e Betty Ford, oltre ad altre donne dello spettacolo come Bette Davis, Sinéad O'Connor, Tammy Faye Bakker, Ivana Trump e Diane Sawyer.
Nel 1991 inizia a recitare nella serie Quattro donne in carriera, girando 45 episodi fino al 1993, quindi per due stagioni.
Dal 1996 al 2000 recita in 16 episodi della serie Una famiglia del terzo tipo, partecipazione che le è valsa una candidatura ai Primetime Emmy Awards nel 1998.
Dal 1997 al 2002 prende parte al doppiaggio di sei episodi de I Simpson, prestando la voce al personaggio di Manjula Nahasapeemapetilon. Al doppiaggio prende parte anche in un episodio di Futurama nel 2001 e a uno di The Cleveland Show nel 2013.
Nel periodo 2001-2002 prende parte alla serie Primetime Glick. Nel 2004 recita nel film Jiminy Glick in Lalawood. Ha avuto dei piccoli ruoli in altri film, tra cui Batman - Il ritorno (1992). Nel 2010 recita in due episodi di 30 Rock.
Dopo aver avuto dei problemi di alcolismo e di dipendenza dal fumo, nel febbraio 2009 le è stata diagnosticata la leucemia. Nel 2014 ha rifiutato una laringectomia. Si è spenta nell'ottobre 2014, all'età di 57 anni, a causa di un tumore alla gola.
Il 12 ottobre 2014 viene dedicato alla sua memoria l'episodio de I Simpson dal titolo Super Franchise Me.
Anche il Saturday Night Live ha reso omaggio all'artista nel terzo episodio della sua 40ª stagione, l'11 ottobre 2014, tramite la messa in onda di un cortometraggio del 1988 dal titolo Love Is a Dream, girato con Phil Hartman.

## Doppiatrici italiane
Nelle versioni in italiano delle opere in cui ha recitato, Mo Collins è stata doppiata da:
- Barbara Castracane in Batman - Il ritorno

Da doppiatrice è sostituita da:
- Anna Cugini in Fish Hooks - Vita da pesci
- Emanuela Rossi in I Simpson
- Antonella Alessandro in I Simpson

## Personaggi famosi imitati
- Bette Davis
- Drew Barrymore
- Diane Sawyer
- Mia Farrow
- Oprah Winfrey